# Othmar Schoeck
Othmar Schoeck (1. září 1886, Brunnen – 8. březen 1957, Curych) byl švýcarský hudební skladatel vážné hudby.
Studoval na Curyšské konzervatoři, v letech 1907–1908 pak soukromě u Maxe Regera v Lipsku. Po návratu do Curychu začal komponovat, nejprve pro mužské sbory (např. Elegie, Geselen aj.), později i pro orchestr (zejména pro symfoniky v St. Gallenu, které vedl). Odmítl módu atonální hudby a vždy kladl důraz na klasickou melodii. Roku 1927 měla premiéru jeho nejslavnější opera Penthesilea, postavená na Kleistově stejnojmenném dramatu.